# Aleix Villatoro i Oliver
Aleix Villatoro i Oliver   (Terrassa, 1979) és un polític i professor català. El 8 de juny de 2021 va ser nomenat director del Consell Català de l'Esport dins la Secretaria General de l'Esport i de l'Activitat Física de la Generalitat.
Llicenciat en ciències polítiques i administració pública per la Universitat Autònoma de Barcelona i estudis posteriors amb anàlisi i comunicació política. Va començar la seva carrera professional com a tècnic del Consell de l'Audiovisual de Catalunya. Durant el Govern de Catalunya 2006-2010 va ocupar diversos càrrecs com cap de relacions institucionals del Departament de Cultura i Mitjans de Comunicació entre 2006 i 2007 o cap de gabinet de la conselleria entre 2007 i 2010. Ha exercit de professor d'institucions polítiques a la Universitat Internacional de Catalunya. Quan va ser nomenat secretari general del Departament d’Afers Exteriors, Relacions Institucionals i Transparència, el 14 de gener del 2016, era adjunt a la Direcció de la Fundació Joan Miró. Es va mantenir en el càrrec, més enllà del cessament de Raül Romeva per l'article 155, fins al juny del 2018.
En el govern de Quim Torra, dins del paquet de nomenaments aprovats el 7 de juny del 2018 pel consell executiu, va passar a ser director general de Relacions Institucionals i amb el Parlament. El 17 de desembre de 2019, amb motiu del cessament a voluntat pròpia de la titular, va tornar a ocupar la secretaria general del Departament d’Afers Exteriors, Relacions Institucionals i Transparència.